# Фінансове парі
Фінансове парі (або беттінг від англ. financial betting) — парі щодо подальшого ходу (збільшення або зменшення) курсу того чи іншого фінансового інструменту (фондового індексу, курсу валюти, процентної ставки)
Зазвичай ставки приймають компанії, що працюють за принципом букмекерських контор, але на фінансовому ринку.
Фінансовий беттінг популярний у Великій Британії.
У США він заборонений.